# Facultad de Traducción e Interpretación de la Universidad de Ginebra
La Facultad de Traducción e Interpretación (FTI) es una facultad de la Universidad de Ginebra (Suiza).

## Presentación
La Facultad de Traducción e Interpretación (FTI) es uno de los centros de formación e investigación pioneros en su campo a nivel mundial. Fundada en 1941 con el nombre de Escuela de Intérpretes de Ginebra (EIG), se transformó en la Escuela de Traducción e Interpretación (ETI) en 1972, tras la introducción de un ciclo de formación superior en Traducción. Desde 2011, se denomina Facultad de Traducción e Interpretación (FTI). La ETI fue fundada por Antoine Velleman:

Antoine Velleman era especialmente competente para fundar y dirigir una escuela de esta índole, cuyo crecimiento auguró en un momento en el que Suiza se preparaba para recuperarse de la guerra. Por su parte, Ginebra, donde sobrevivía una tradición de colaboración internacional, ofrecía todas las condiciones propicias para llevar a cabo un proyecto de este tipo. Antes de la Segunda Guerra Mundial solo había existido una escuela de este tipo, fundada en 1930 en Mannheim por el Prof. Dr. Glauser (suizo), la cual pasó a formar parte de la Universidad de Heidelberg en 1936.
S. Stelling-Michaud, L’École d’interprètes de 1941 à 1956

En sus comienzos, la institución formaba parte de la Facultad de Letras, pero se independizó de esta última entre 1953 y 1955, para pasar a ser un instituto autónomo de la Universidad. La actual Facultad de Traducción e Interpretación cuenta con más de un centenar de docentes e investigadores.

## Ubicación geográfica
Hasta el año 1946, las oficinas administrativas de la institución se encontraban en el propio despacho de Antoine Vellemann en Avenue Marc-Monnier nº 5. Más tarde, se trasladaron a un apartamento en Rue Saint-Victor nº 4, cuyo vestíbulo y tres de sus dependencias pertenecían a la escuela, mientras que otras tres eran del uso del administrador. En 1952 y 1953, en el marco de las reformas que llevó a cabo la Universidad de Ginebra, las oficinas administrativas pasaron a la planta baja de la Universidad, donde se encontraba antiguamente el Instituto de Física. En 1978, la ETI se traslada al edificio del instituto de formación Cours Commerciaux de Genève en Place des Augustins nº 19. En 1992, la ETI vuelve a mudarse, esta vez a las nuevas instalaciones de Uni Mail en Boulevard du Pont-d’Arve nº 40.

## Instalaciones y servicios
Los alumnos disponen de múltiples recursos informáticos y audiovisuales, así como de una biblioteca especializada en los ámbitos de la traductología, la traducción (teorías, historia, didáctica, etc.), la interpretación consecutiva y simultánea, la interpretación en lengua de signos, la lingüística computacional, la terminología y la lexicología.

### Biblioteca
Actualmente ubicada en el segundo piso del edificio Uni-Mail, la biblioteca ofrece (para consulta y préstamo) obras de los campos de estudio de la FTI, diccionarios generales y especializados, y publicaciones periódicas. La biblioteca forma parte de la red romanda RERO desde 1984 y utiliza la clasificación Dewey.
La primera biblioteca de la FTI era una colección no institucionalizada que se encontraba en el despacho de Antoine Velleman en la avenida Marc-Monnier. Él mismo prestaba sus obras personales a los estudiantes interesados.

Antoine Velleman había puesto su biblioteca a disposición de los primeros estudiantes, quienes recuerdan, con emoción, haber aprendido de los diccionarios, libros y revistas con anotaciones de su puño y letra. Durante años no había nadie en esa sala. Teníamos la llave de la biblioteca (casi siempre había muchos de nosotros sentados en la mesa), y no había control alguno. Y creo que no se han perdido muchos libros.
Gérard Ilg, citado por Duret

En 1953, se acondiciona una sala en la calle Candolle, en el subsuelo del edificio de Bastions. Toma así forma una verdadera biblioteca especializada con diccionarios (monolingües, bilingües, técnicos) y documentación sobre las instituciones internacionales. Cuando la institución se traslada al edificio del instituto de formación Cours Commerciaux de Genève en 1978, la biblioteca se equipa con computadoras, se crea un fondo de casetes de ejercicios de interpretación y discos compactos para uso de los estudiantes.

### Equipamiento para la interpretación simultánea
El fundador de la institución, Antoine Valleman, no miraba la interpretación simultánea con buenos ojos. Al inicio solo se ofrecen asignaturas de interpretación consecutiva. Son los jóvenes egresados quienes comienzan a organizar sesiones de formación en interpretación simultánea por su cuenta. La asociación de egresados de la institución (AAEDEI, por sus siglas en francés) contactó a IBM para que se pusiera a disposición una cabina de interpretación. Para ello, se alquila una sala en la planta baja de una iglesia metodista en la calle Calvin nº 12, donde a partir de 1947 tuvieron lugar sesiones de formación regularmente. Cada participante contribuía a cubrir los costos de construcción de las instalaciones y de alquiler de la sala mediante el pago de tres francos por sesión. No es hasta 1950 que se lleva a cabo el primer curso de interpretación simultánea bajo la dirección oficial de un profesor de la institución (Serge Gloor).
En 1952, una donación de IBM permite adquirir equipos para la interpretación simultánea. El 4 de febrero de 1953, se inaugura una nueva sala de interpretación simultánea en el subsuelo del edificio Uni Bastions, equipada con diez cabinas colocadas en dos filas superpuestas. Un dispositivo de control integrado en el despacho del profesor le permite supervisar todas las cabinas.
Hoy en día, la institución cuenta con una plataforma de aprendizaje en línea para realizar cursos de interpretación simultánea a distancia. Esta aplicación permite acceder a discursos digitalizados, un foro, un chat y un espacio donde el docente transmite sus consejos a los estudiantes. Los alumnos pueden volver a escuchar tanto el discurso original como su interpretación (doble pista).

## Oferta académica de la FTI
La Facultad ofrece los siguientes programas: Grado en Comunicación Multilingüe, Máster en Traducción, Máster en Interpretación de Conferencias, Certificado Complementario en Traducción. Los estudiantes escogen su combinación lingüística entre los idiomas de la Facultad: alemán, árabe, español, francés, inglés, italiano y ruso.
Los programas de formación de la Facultad dan acceso a actividades relacionadas con el uso profesional de los idiomas para la comunicación multilingüe, las relaciones públicas, los medios de comunicación, la administración, el turismo, los tribunales, la mediación lingüística y, naturalmente, la traducción y la interpretación de conferencias, junto con la enseñanza y la investigación.

## Movilidad
La FTI ha firmado acuerdos de intercambio con 70 universidades de más de 20 países.

## Investigación
Si bien en los años posteriores a su creación la institución era sobre todo un centro de formación profesional, actualmente desarrolla diversas líneas de investigación.

### Grupos y líneas de investigación
Los grupos de investigación de la FTI llevan a cabo proyectos financiados por la Unión Europea o por el Fondo Nacional Suizo para la Investigación Científica, los cuales siguen las distintas líneas de investigación de la Facultad.
El Centro de Estudios de Traducción Jurídica e Institucional (Transius) se especializa en la traducción jurídica e institucional. 
El Observatorio ÉLF (Economía-Lenguas-Formación) se centra en el multilingüismo y la gobernanza.
El Departamento de Tratamiento Informático Multilingüe (TIM) se ha especializado en la traducción automática y el reconocimiento de voz multilingüe, así como en la terminología, la terminótica y la lexicología.
El Departamento de Interpretación se concentra en la interpretación y la cognición, así como en la interpretación humanitaria.

### Doctorado
La FTI ofrece un programa de Doctorado que incluye cuatro menciones:
- Traductología
- Tratamiento Informático Multilingüe
- Interpretación de Conferencias
- Gestión de la Comunicación Multilingüe

## Relaciones internacionales y servicios a la ciudad

### Formación continua
La Facultad imparte cursos de formación continua universitaria conducentes a la obtención de una titulación o una cualificación profesional en metodología de la traducción, traducción (económica, jurídica y técnica), edición y revisión, traducción asistida por ordenador (TAO), terminología e interpretación.

### Redes europeas e internacionales
La FTI es miembro de varias redes europeas e internacionales, como:
- Programa de Extensión Universitaria de las Naciones Unidas
- Máster Europeo en Interpretación de Conferencias[24] (EMCI, por sus siglas en inglés)
- Máster Europeo en Traducción[25] (EMT, por sus siglas en inglés)
- Conferencia internacional permanente de institutos universitarios de traductores e intérpretes (CIUTI)[26]
- Universities Contact Group de la red International Annual Meeting on Language Arrangements, Documentation and Publications (IAMLADP)

### Innovación tecnológica
La FTI realiza proyectos de innovación tecnológica en colaboración con la ciudad de Ginebra. Un ejemplo es el proyecto BabelDr, desarrollado con los Hospitales Universitarios de Ginebra, el cual recibió el premio Innogap en 2015.